# Ча (тибетская буква)

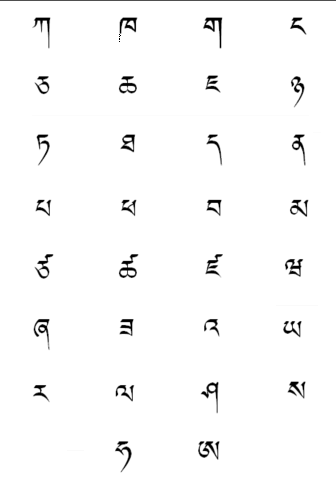

Ча (вайли Ca) — пятая буква тибетского алфавита. Обозначает звук «ч». В слоге может быть только коренной буквой (мингджи), поэтому входит только в состав инициалей слога. Образует четыре инициали. В тибетском словаре на эти инициали начинается приблизительно 2 % слов. Кроме буквы «ча» в тибетском языке есть ещё шесть способов для передачи звука «ч».
Кроме того, буква ча может использоваться при нумерации книг: ча — 5, чи  — 35, чу  — 65, че  — 95 и чо  — 125.

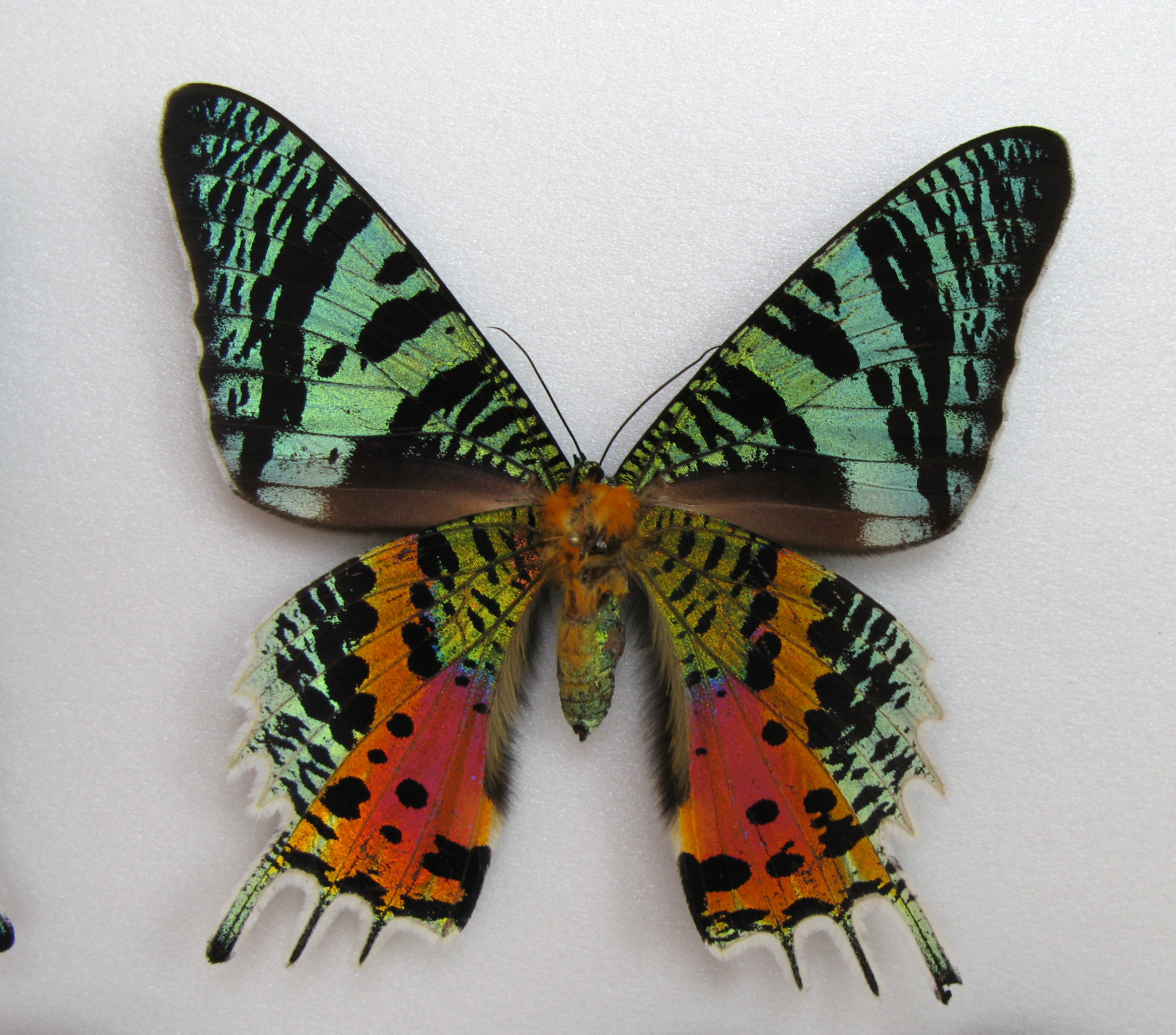
Чемчемма -   - бабочка
Ча пхакпа

## Слова с инициалью ча
- (чалак) — вещь, предмет
- (чачо) — шум.
- (чемчемма) — бабочка.
- (чочок) — старший брат.

## Баочача
Баочача́ (Вайли bca-) — бао — приставка, ча — коренная буква, ачунг — нулевая финаль, произношение — ча .
- Слова на баочача:
- Чу — десять (bcu.). «Баочача чажабкьючу».
- Чингтроль — освобождение (bcings.bkrol.)